# Marepoort

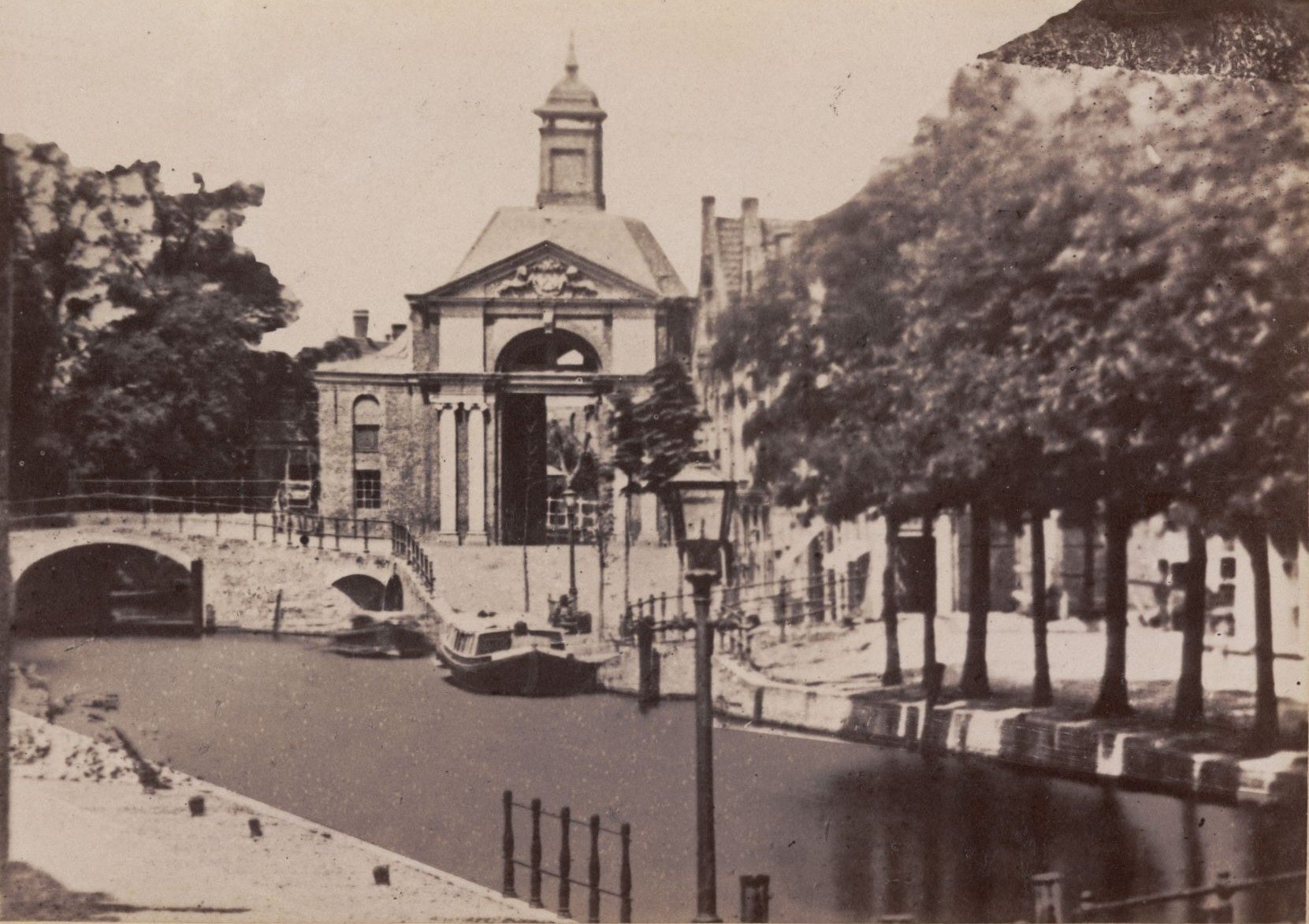
De Marepoort vanaf de Langegracht met de Mare en links de Marepoortsbrug. Foto kort voor de sloop genomen door Jan Goedeljee

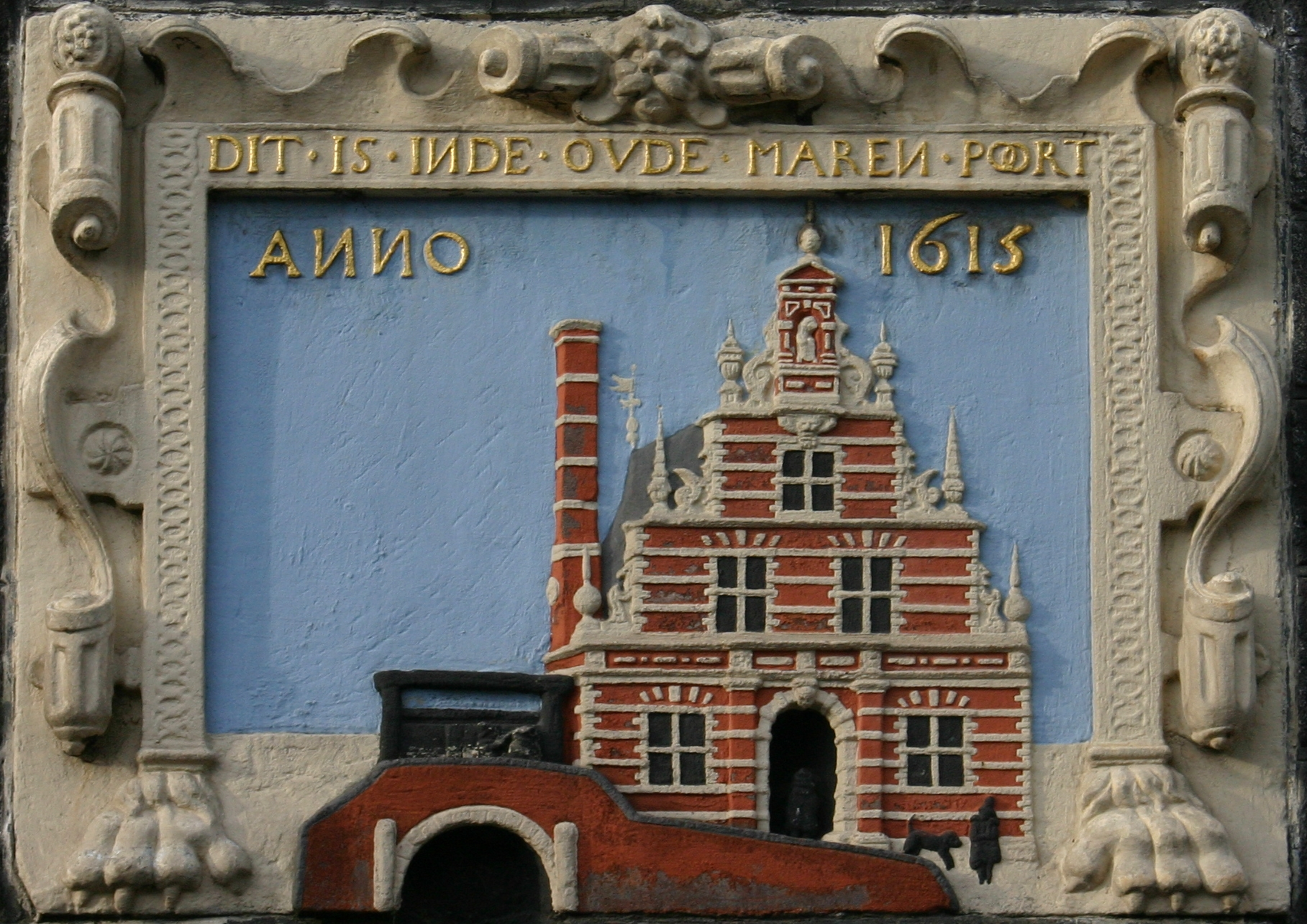
Gevelsteen met een afbeelding van de Oude Marepoort

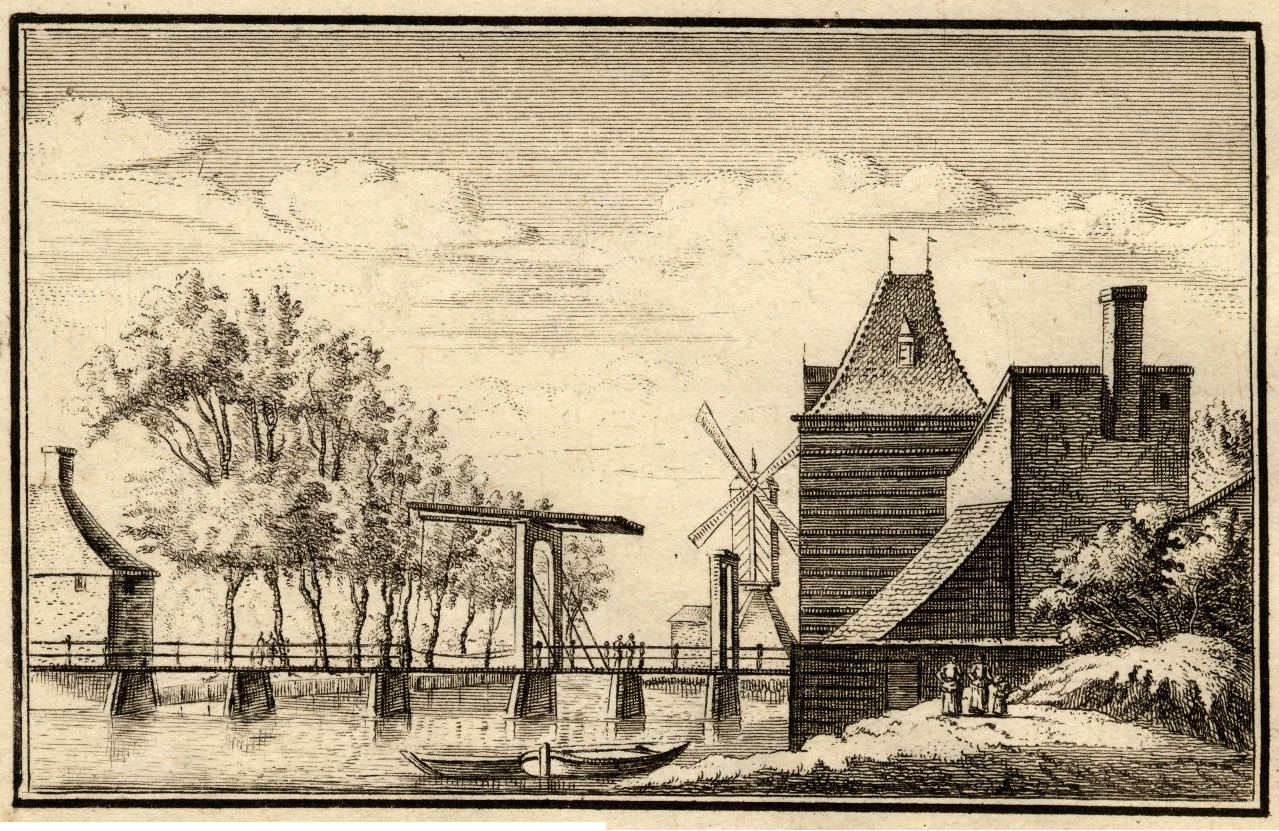
Gravure uit de achttiende eeuw van de tweede Marepoort door Abraham Rademaker. De poort was toen al afgebroken.

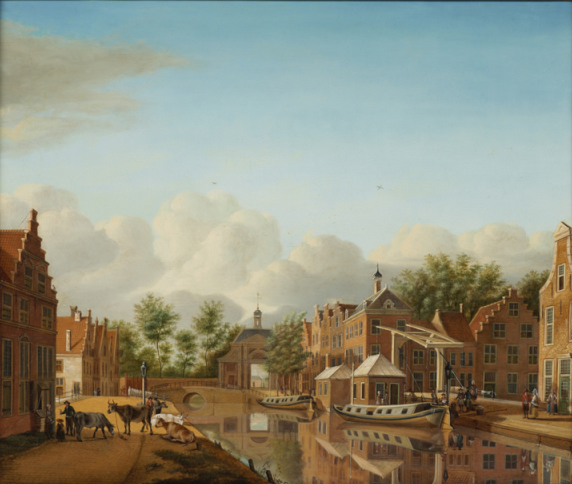
Trekschuiten bij de Marepoort te Leiden. Schilderij door Paulus Constantijn la Fargue, circa 1771.

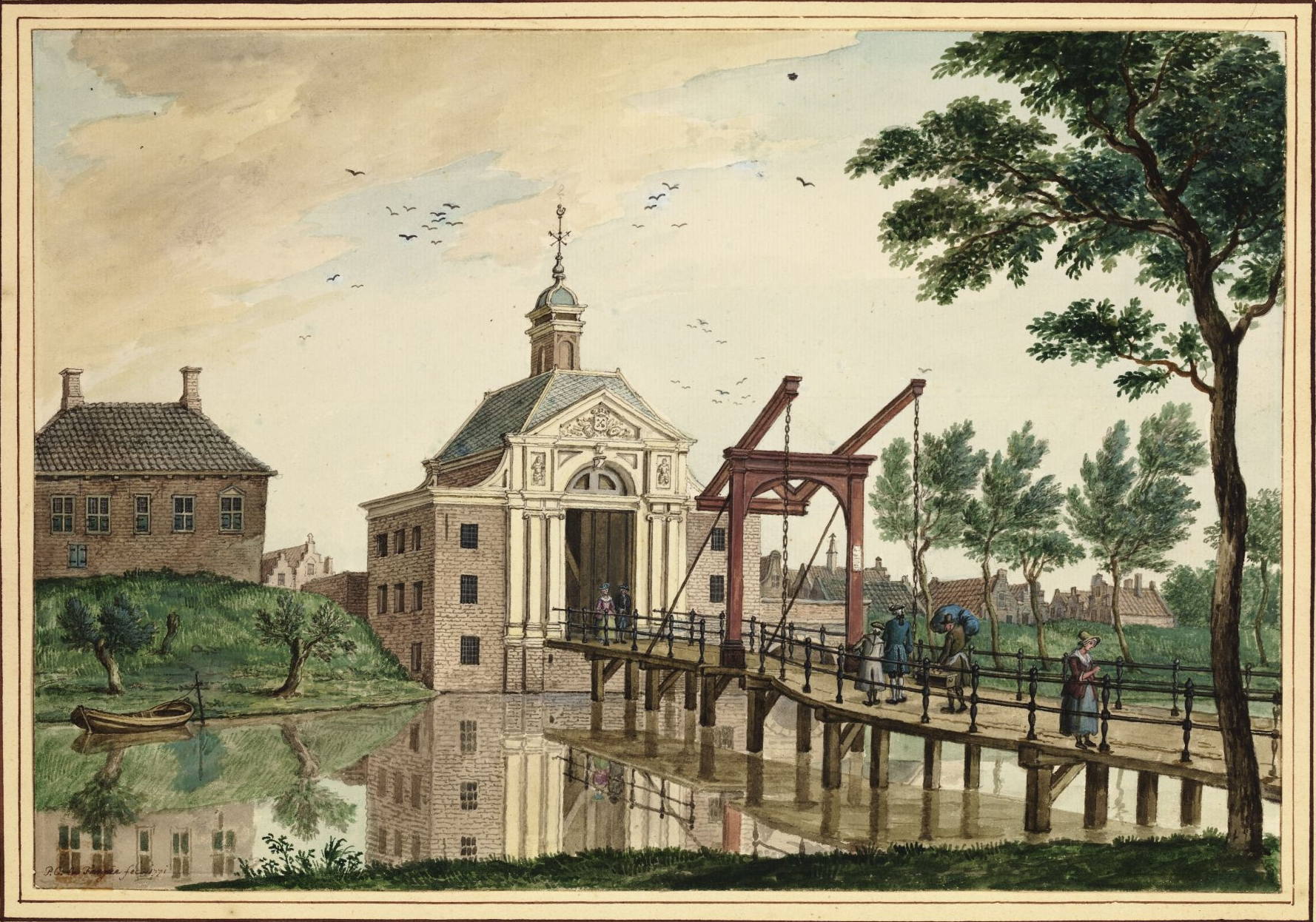
De laatste Marepoort vanaf de singelzijde. Tekening uit 1771 van Paulus Constantijn la Fargue

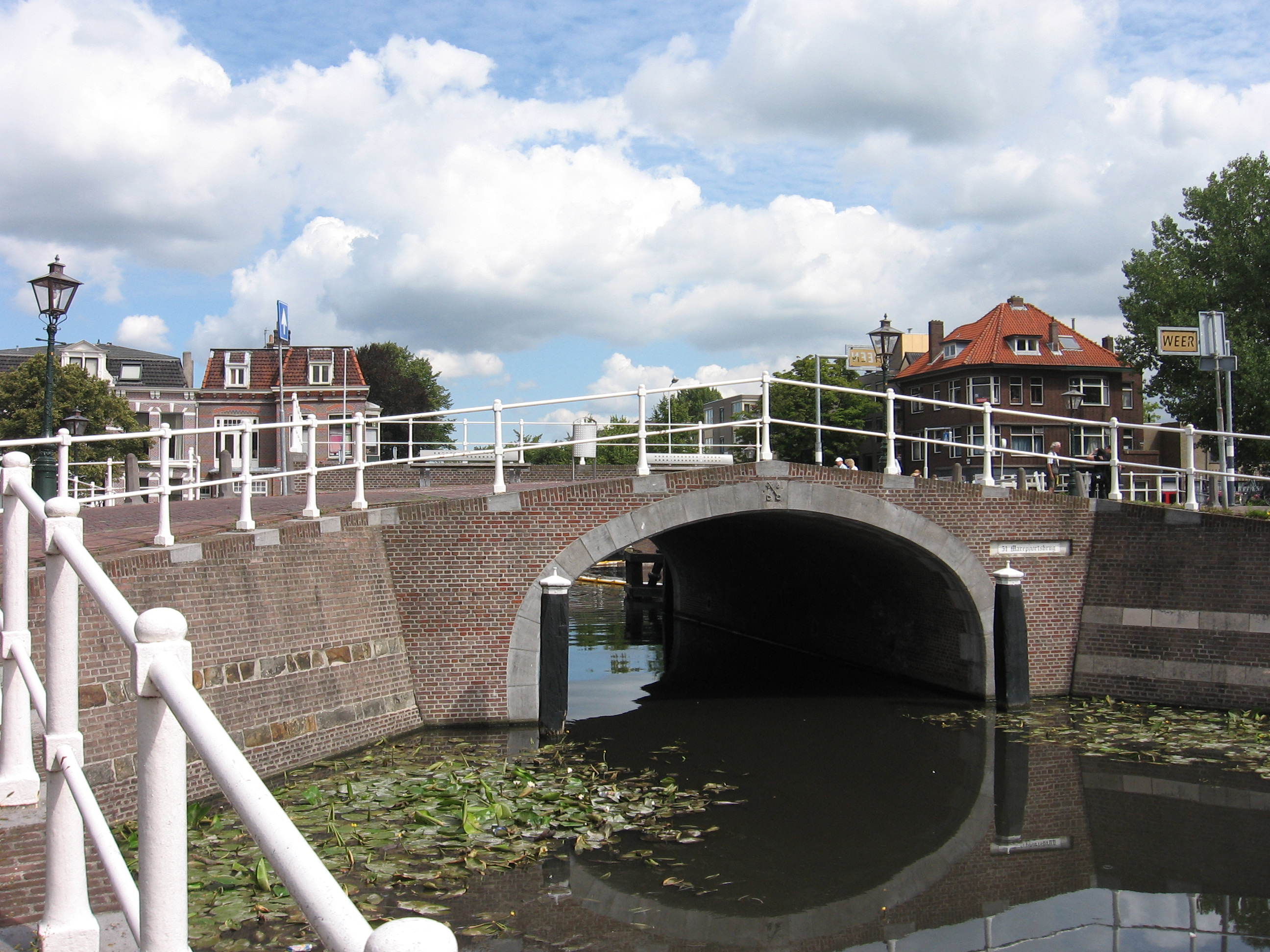
De Marepoortsbrug gefotografeerd vanaf de Nieuwe Mare in 2009. Links van de brug stond de Marepoort uit 1627, rechts bevond zich de poort uit 1664.

De Marepoort is een voormalige stadspoort in de Nederlandse stad Leiden. Er zijn in de Leidse geschiedenis drie poorten op drie verschillende locaties geweest die de naam Marepoort droegen. De poorten bevonden zich aan de noordkant van de stad en ontleenden hun naam aan het riviertje de Mare, waar ze alle drie vlak naast stonden. De oudste poort stamde uit 1602 en stond bij de kruising van de Mare en de huidige Oude Singel. De twee jongere poorten stonden iets noordelijker, waar de Mare de Maresingel kruist. Hier herinnert de naam van de brug over de Mare nog aan deze poorten: De Marepoortsbrug. De jongste en meest bekende poort werd in 1665-66 gebouwd naar ontwerp van Willem van der Helm. Deze in classicistische stijl gebouwde poort werd in de negentiende eeuw gesloopt.

## De Marepoort uit 1602
De aanleiding voor de bouw van de Oude Marepoort was in 1602 de aanleg van een brug over de noordelijke vestgracht, de huidige Oude Vest. De brug verbond de stad met de dijk langs de Mare en maakte dat de stad vanuit het noorden makkelijker bereikbaar werd. Hierdoor werd op deze plaats een stadspoort noodzakelijk. Daarom werd de muurtoren met waterpoort uit 1355 die op die plek stond, de Maretoren, verbouwd tot stadspoort. Hoe deze poort eruitzag is bekend doordat hij afgebeeld is op een gevelsteen die ingemetseld is in het pand dat tegenwoordig op de plaats van deze poort staat. Dit reliëf toont de stadszijde van de poort: een gebouw met natuurstenen banden en een trapgevel, gedecoreerd met pilasters. Het gebouw lijkt hierdoor eerder op een woonhuis dan een stadspoort. Het is een kenmerkend voorbeeld van de Hollandse renaissance. Op de gevelsteen staat de tekst 'DIT IS INDE OUDE MARENPOORT. ANNO 1615'. Mogelijk geeft dit jaartal het jaar aan waarin de Oude Marepoort gesloopt werd. In 1611 werd de stad namelijk naar het noorden uitgebreid en daarmee werd de poort op deze plaats overbodig.

## De Marepoort uit 1627
Na deze stadsuitleg tot aan de Mors-, Rijnsburger- en Maresingel duurde het nog tot 1627 voordat er een nieuwe stadspoort gebouwd werd bij de Maredijk. Kennelijk was er de eerste jaren geen drukke verbindingsweg in het nieuwe stadsdeel. De poort werd aan de westkant van de Mare gebouwd, aan het eind van de huidige Nieuwe Mare en het riviertje werd een stadsgracht. Deze eenvoudige poort bestond uit een rechthoekig poortgebouw en dwars erop, aan de stadszijde een wachthuisje. De poort was opgetrokken uit baksteen met natuurstenen banden en een met leien gedekt tentdak. Voor de poort lag een brug over de singel en direct erachter een brug over de binnenvestgracht.

## De Marepoort uit 1664
In 1657 werd de aanleg van de trekvaart naar Haarlem afgerond. Er was daarbij gebruikgemaakt van reeds bestaande waterlopen en zo werd de Mare onderdeel van de trekvaart. Het riviertje werd hiertoe verbreed en het jaagpad kwam op de westelijke oever van de nieuwe vaart te liggen. Een gevolg hiervan was dat de oude brug over de singel en de Marepoort niet meer goed aansloten op dit nieuwe jaagpad. Door de aanleg van de trekvaart nam de drukte bij de Marepoort snel toe. Omdat bovendien de stadspoort in slechte staat van onderhoud verkeerde werd in 1664 besloten een nieuwe stadspoort te bouwen. Teneinde de poort en de nieuwe brug over de singel beter te laten aansluiten op de trekvaart werd besloten de nieuwe Marepoort aan de oostzijde van de Mare aan het eind van de Korte Mare te bouwen.
In september 1664 kreeg de stadsbouwmeester Willem van der Helm opdracht deze nieuwe poort te ontwerpen en op 25 april 1665 werd de eerste steen gelegd. De bouwwerkzaamheden werden in 1666 afgerond en in oktober van dat jaar werd de tweede Marepoort afgebroken.
De poort was een vrij omvangrijk bouwwerk, enigszins vergelijkbaar met de Zijlpoort die Van der Helm enkele jaren later ontwierp. In tegenstelling tot de Zijlpoort had de Marepoort een rechthoekige plattegrond. Het bakstenen gebouw had een hoge poortopening die omlijst werd door gekoppelde Ionische pilasters en hoofdgestel. Aan zowel stads- als landzijde werd dit bekroond met een fronton. Aan de stadszijde was het gevuld met beeldhouwwerk van twee staande leeuwen die het Leidse stadswapen vasthouden. Aan de landzijde bevond zich eveneens het stadswapen, ditmaal gekroond. Aan weerszijden van de poortopening bevonden zich aan deze kant twee reliëfs van kurassen, links een Romeins exemplaar, rechts een zeventiende-eeuwse variant. De Zijlpoort bezit soortgelijk beeldhouwwerk aan de landzijde. De Marepoort werd bekroond met een gesloten vierkante lantaarn.

## Sloop in de negentiende eeuw
In de negentiende eeuw stond de toekomst van De Marepoort ter discussie. Het stadsbestuur wilde de stad een betere uitstraling geven, de bouwvallige Marepoort paste niet in deze visie. Er werden diverse pogingen gedaan om de poort te redden, maar men weigerde geld uit te geven aan een restauratie. In 1864 werd besloten om de poort te slopen, enkele maanden later werd de Marepoort gesloopt.
Bestaand:
Morspoort ·
Zijlpoort

Verdwenen:
Blauwpoort (voormalige Lopsenpoort) ·
Herenpoort ·
Hogewoerdsbinnenpoort ·
Hogewoerdsbuitenpoort ·
Koepoort ·
Marepoort ·
Oude Zijlpoort ·
Rijnsburgerpoort ·
Witte Poort